# Tărhăuși, Bacău
Tărhăuși (în maghiară Tarhavaspataka) este un sat în comuna Ghimeș-Făget din județul Bacău, Transilvania, România.